# Serchhip
 Serchhip es un pueblo situado en el distrito de Serchhip,  en el estado de Mizoram (India). Su población es de 21158 habitantes (2011). Se encuentra en la parte central del estado , a 112 km de Aizawl.

## Demografía
Según el censo de 2011 la población de Serchhip era de 21158 habitantes, de los cuales 10777 eran hombres y 10381 eran mujeres. Serchhip tiene una tasa media de alfabetización del 98,30%, superior a la media estatal del 91,33%: la alfabetización masculina es del 98,44%, y la alfabetización femenina del 98,15%.